# Antonio Tabares
Antonio Tabares Martín (* 1973 in Santa Cruz de La Palma, Spanien) ist ein spanischer Dramatiker.

## Leben
Tabares studierte Informationswissenschaften an der Universität Complutense Madrid und belegte dabei mehrere Theaterkurse. Er fand Arbeit als Journalist und begann in seiner Freizeit mit dem Schreiben von Theaterstücken. Sein Theaterstück La sombra de don Alonso wurde 2002 mit dem Premio „Domingo Pérez Minik“ von der Universität La Laguna ausgezeichnet.
Einen großen Erfolg feierte er 2011 mit der Premiere seines Theaterstückes La punta del iceberg. Der Thriller basiert auf der Grundidee der Motivation eines Suizides. Innerhalb eines Konzern begehen drei Mitarbeiter Selbstmord und der Geschäftsführer muss die Ursache herausfinden. Unter der Regie von David Cánovas wird das Stück gerade mit Maribel Verdú, Fernando Cayo und Álex García in den Hauptrollen verfilmt.

## Werke (Auswahl)
- La sombra de don Alonso (2002)
- Cuarteto para el fin del tiempo (2005)
- Una hora en la vida de Stefan Zweig (2008)
- Los mares habitados (2009)
- La punta del iceberg (2011)